# Neck 'n' Neck
Pour plus de détails, voir Fiche technique et Distribution.
Neck 'n' Neck est un court métrage d'animation américain de la série Oswald le lapin chanceux, produit par les studios Disney et sorti le 23 janvier 1928.

## Synopsis
Oswald propose à Miss Rabbitt une balade en amoureux en voiture mais se retrouve rapidement à devoir faire la course contre une voiture de police qui le poursuit...

## Fiche technique
- Titre : Neck 'n' Neck
- Titre de travail : The Buggy Ride[1]
- Série : Oswald le lapin chanceux
- Réalisateur : Walt Disney
- Animateur[1],[2] : Hugh Harman, Rollin Hamilton
- Caméra[2] : Mike Marcus
- Producteur : Charles Mintz
- Production : Disney Brothers Studios sous contrat de Robert Winkler Productions
- Distributeur : Universal Pictures
- Date de sortie : 9 janvier[2],[3],[4] ou 23 janvier[1] 1928
- Autres dates[1] :
  - Fin de production : 17 septembre 1927
  - Livraison : 1er octobre 1927
  - Dépôt de copyright : 28 décembre 1927 par Universal
- Format d'image : Noir et Blanc
- Durée : 6 min
- Langue : (en)
- Pays de production :  États-Unis

## Commentaires
Le 14 novembre 2018, deux extraits du court métrage Neck 'n' Neck d'Oswald le lapin chanceux considéré comme perdu ont été retrouvés au Japon,,. L'une de deux minutes a été retrouvée par un chercheur de l'animation à la retraite lors d'une vente de jouet à Osaka, vendue 500 yens sous le titre Mickey Manga Spide et est désormais stockée au Kobe Planet Film Archive. La seconde de 50 secondes a été retrouvée par l'auteur David Bossert et est stockée au Toy Film Museum de Kyoto.